# Jardin de toiture
Ne doit pas être confondu avec Toiture végétale.

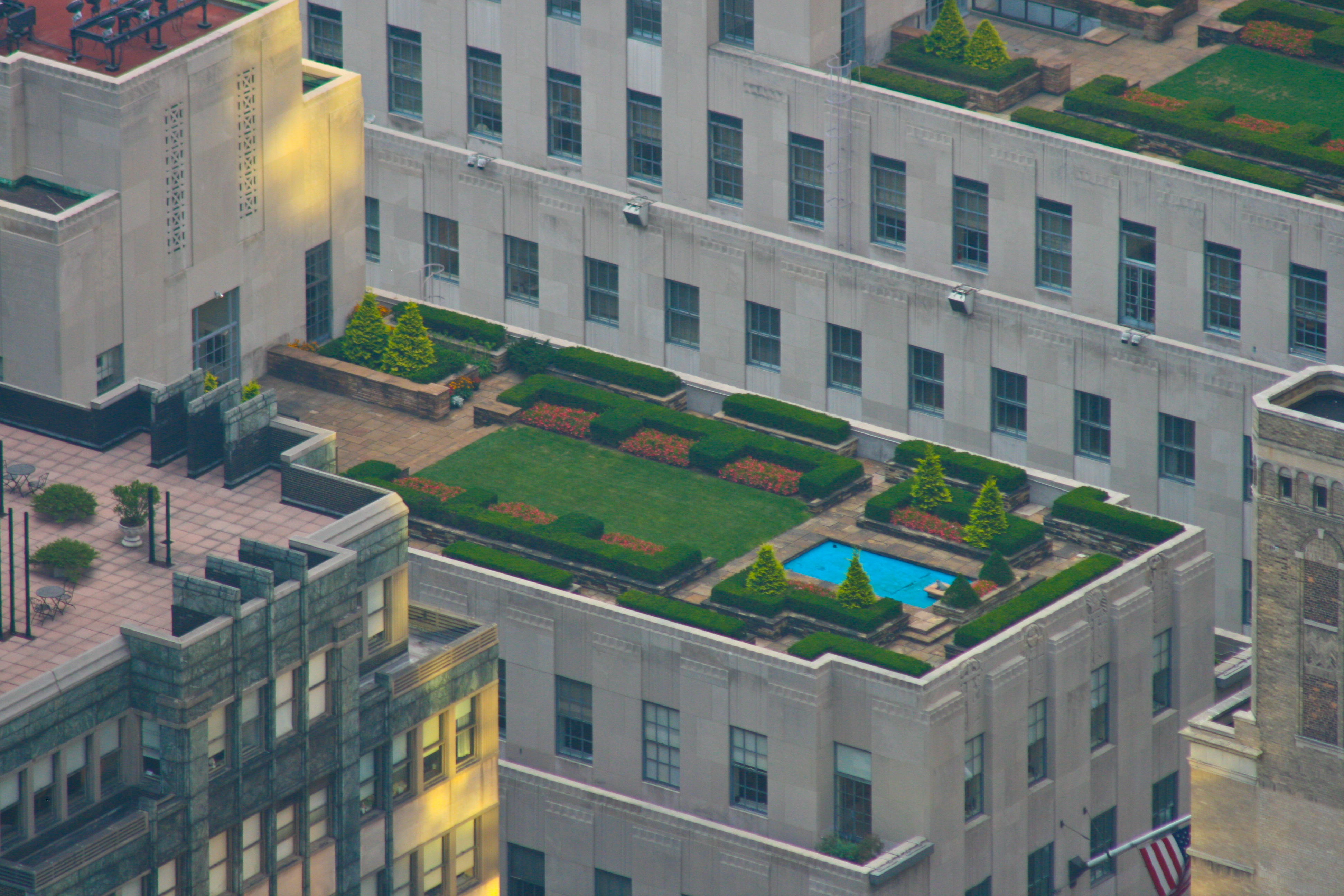
Le jardin sur terrasse du Rockefeller Center à Manhattan.

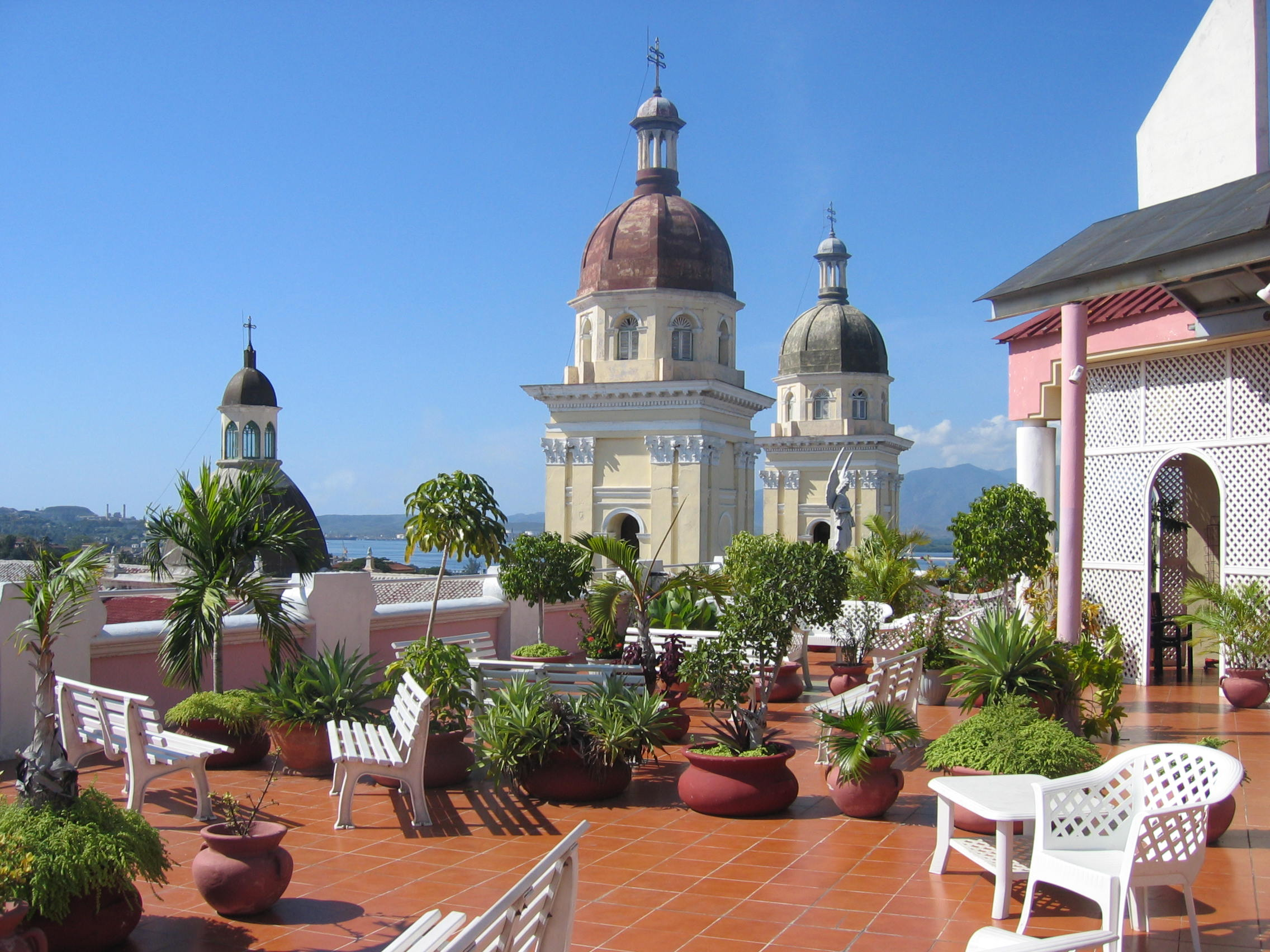
Les jardins sur terrasse sont également appréciés par l'hôtellerie (ici au Casa Grande hôtel à Santiago de Cuba).

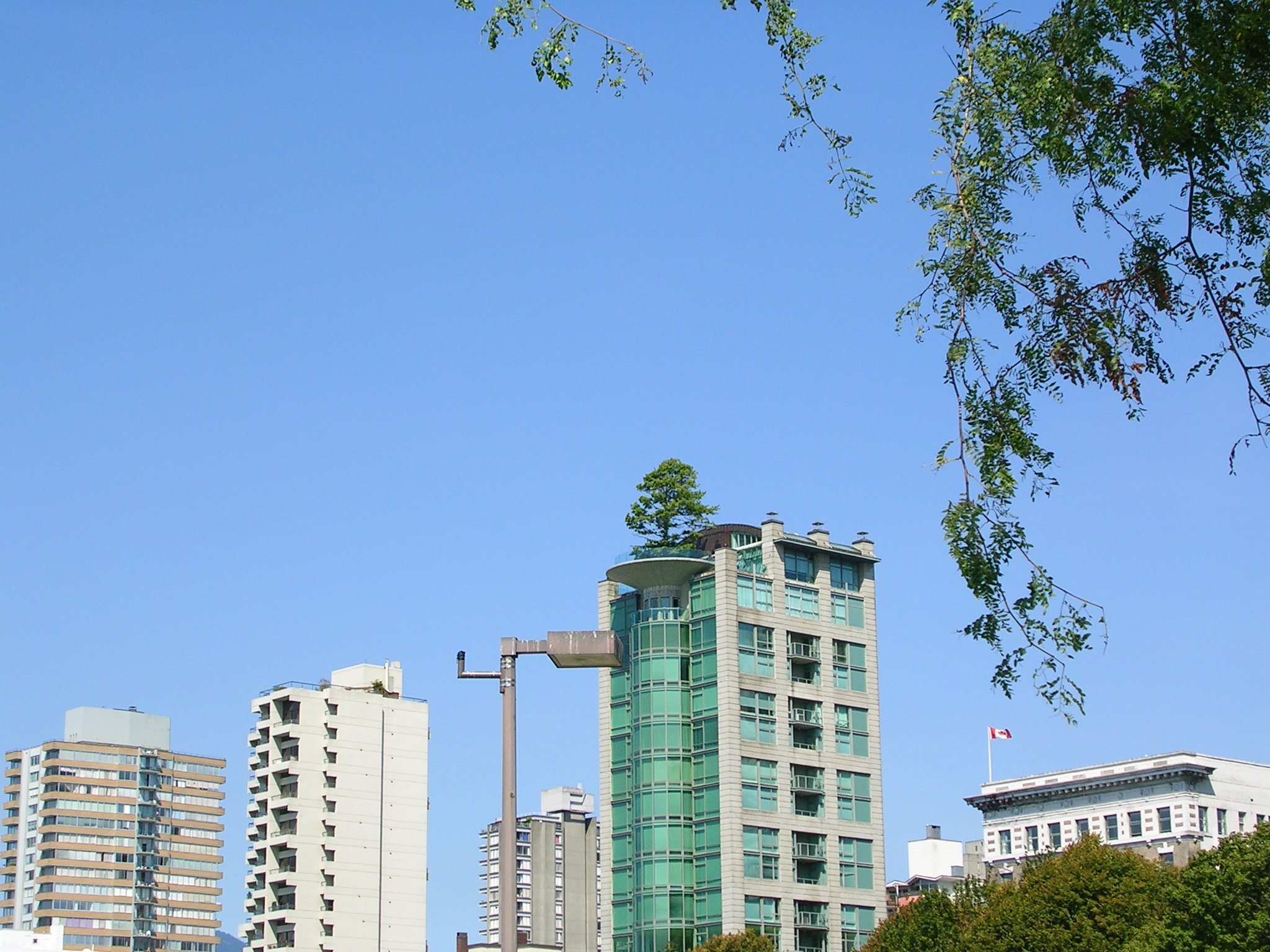
L'un des jardins sur toiture de Vancouver (Canada).

Un jardin sur toit ou jardin de toiture (ou roof garden en anglais) est n'importe quel type de jardin (jardin d'agrément, jardin potager, jardin écologique, éventuellement conçu de manière à être un élément ou gué d'un réseau de corridors biologiques) construit sur le toit d'un immeuble (habité ou non).
Outre une vocation aménitaire (récréative et décorative), la construction d'un jardin de toiture, en complément ou non d'un mur végétalisé peut avoir de multiples intérêts pour la gestion de l'eau, la biodiversité, la production de nourriture, la valorisation de compost (si utilisation de toilettes sèches), la climatisation de l'immeuble, la qualité de l'air, etc.

## Histoire du concept
L'utilisation d'un toit-terrasse pour y planter un jardin semble avoir existé dès l'Antiquité, en particulier au Moyen-Orient avec les jardins suspendus de Babylone.
Un exemple médiéval est celui de la ville médiévale égyptienne de Fostat, qui disposait déjà d'un certain nombre de bâtiments élevés surmontés de jardins que Nasir e Khosraw a décrits au début du XIe siècle dans au moins 14 histoires, évoquant notamment des roues à eau (permettant l'irrigation de ces jardins).

## Intérêt environnemental
Les jardins suspendus, murs végétalisés et jardins sur toit sont de plus en plus fréquents dans les villes, encouragés dans le contexte de l'écologie urbaine. 
- La végétation est source d'oxygène, son évapotranspiration limite la déshydratation de l'air, la rosée fixe les poussières et pollens en suspension (éventuellement allergènes), la strate végétalisée et son sol ont un effet de tampon thermique limitant les chocs thermiques pour le bâtiment, et limitant la température globale de l'immeuble, permettant des économies d'énergie pour la climatisation, en particulier dans les pièces situées directement sous la terrasse ou la toiture.
- Si elle ne manque pas d'eau ou résiste à la déshydratation (plantes crassulantes), la végétation limite significativement l'échauffement global de l'air urbain. Or la principale cause de l'accumulation de chaleur dans les villes est l'insolation des éléments bâtis, notamment quand ils ont une surface noire ou foncée (pierre, béton ou macadam des routes et trottoirs ou des terrasses). Les matériaux qui constituent la ville absorbent la chaleur solaire et la restituent ultérieurement (y compris la nuit) par rayonnement, privant parfois la ville du phénomène de rosée.
Là où les surfaces sont végétalisées, grâce à l'évapotranspiration des plantes, l'élévation de température est généralement limitée à 4-5 °C au-dessus de l'élément construit ou est négative (l'air y est plus frais que l'air ambiant)[3]. Une étude conduite par l'Université de Cardiff[4] a conclu que, selon le contexte biogéographique et selon la nature et biomasse des toitures végétalisées contribue en zone urbaine à un rafraîchissement de l'air urbain de 3,6 à 11,3 °C, et c'est dans les zones le plus chaudes que la végétation rafraîchit le plus l'air ambiant. Alors que les modèles météorologiques annoncent des canicules plus fortes, plus longues et plus fréquentes, la végétalisation des villes devient un des éléments de la lutte contre les effets du dérèglement climatique, d'autant qu'elle constitue aussi un excellent tampon pour les aléas pluvieux exacerbés que les modèles annoncent également.
- Habitats de substitution pour la biodiversité.
- Compensation au manque d'espaces verts urbains de proximité, qui font souvent gravement défaut dans les conurbations modernes ou dans les villes denses anciennes (Athènes par exemple). C'est probablement le principal moteur de la création des jardins en terrasse.
- Ce jardin peut contribuer à rendre les habitants plus autonomes pour certains de leurs besoins (gestion restauratoire de l'eau, utilisation de compost, production alimentaire (éventuellement hydroponique), espace vert.

## Inconvénients
- Les normes de constructions sont de 500 kg/m² de surface. Ce poids peut vite être dépassé en considérant une terre et une végétation imbibées d'eau avec le poids d'un être humain associé à l'accélération de la pesanteur (un homme qui court ou qui saute, par exemple). Il est nécessaire de bien connaître la structure du bâtiment avant de construire, car la création d'un jardin de toiture peut nécessiter la mise en place d'un quadrillage supplémentaire, ce qui peut s'avérer coûteux mais indispensable pour éviter les fissures, infiltrations d'eau, voire les trous de toiture.
- Si les terrasses extensivement végétalisées (avec des rouleaux de sedums et autres plantes résistantes à la sécheresse par exemple) ne présentent pas d'inconvénient par rapport à une terrasse classique (au contraire), la construction d'un jardin contenant par exemple des arbres adultes et de nombreux buissons ou des pièces d'eau nécessite une étanchéité parfaite et durable, et l'importation sur la terrasse d'une couche importante de terre, qui - même quand elle est enrichie de billes d'argile ou d'ardoise expansées, impose une structure renforcée du bâtiment. De même pour un jardin d'eau contenant un volume important d'eau. La terrasse correspond alors à un « surcoût » initial, qui dans les grandes cités est souvent néanmoins bien moindre que celui d'un jardin de même taille au sol.
- De nombreux bâtiments anciens ou "historiques" ne peuvent que coûteusement être renforcés pour accueillir des jardins de poids important.
- Les immeubles anciens ou parfois récents à toiture plates ont souvent été couverts de superstructures telles que antennes ou antennes-relais, cages d'ascenseur, gaines de ventilation, cheminées multiples, bouches d'aération, galeries techniques, enseignes lumineuses, etc. peu compatibles avec la présence d'un jardin sauvage).
- Dans certains pays, localement (en périmètre protégé pour des raisons historiques ou esthétiques), les autorités responsables de l'urbanisme et de la planification ou des autorisations de construction sont réticentes à la construction de ces jardins.
- Pour les jardins "lourds", les assurances sont parfois réticentes ou très exigeantes en termes de garanties de sécurité.

Pour les terrasses extensivement végétalisées, elles les encouragent au contraire parfois, comme en Allemagne, parce que protégeant les bâtiments des chocs thermiques et des fuites (statistiquement une terrasse extensivement végétalisée fuit moins qu'une terrasse couverte de bitume ou de cailloux), à condition que la végétation soit posée sur une bonne étanchéité respectant les bonnes pratiques du métier, notamment dans ce cas en incluant un film « anti-racine ».
- En cas de canicule, ces jardins deviennent plus vulnérables au stress hydrique que la plupart de ceux qui poussent directement sur le sol. Ce stress expose les plantes les plus fragiles à certaines maladies ou invasions d'insectes opportunistes.
- L'exposition directe aux tempêtes invite à éviter les grands arbres et arbres fragiles.

## Techniques
- Semis en rouleau prévégétalisé.
- Semis sur matériau léger éventuellement pulsé sur les toitures à partir d'un camion au sol.
- Plantes apportées ou semées dans des contenants disposant d'une réserve d'eau et d'un système automatique d'arrosage (bacs pré-plantés).
- Plates-bandes constituées sur une structure étanche disposées sur la terrasse.
- Flore aquatique en pots, largement utilisés dans les jardins construits à grande hauteur pour ne pas abîmer les couches d'étanchéité des terrasses et limiter le stress hydrique des plantes.
- Des murs végétalisés ou un jardinage vertical (produisant jusqu'à 10 fois plus de biomasse par mètre carré qu'un jardin au sol classique, mais nécessitant un dispositif d'irrigation/drainage plus complexe) sont parfois utilisés pour gagner de la surface utilisable, en particulier quand la surface de terrasse disponible est faible.
- Des pergolas ou des serres (constituant par exemple un jardin d'hiver) peuvent compléter le jardin.

Un exemple de jardin sur toiture, à grande hauteur, est celui du Chicago City Hall.